# Мирновское сельское поселение (Симферопольский район)
Мирно́вское се́льское поселе́ние (укр. Мирнівське сільське поселення, крымскотат. Мирное кой юрту, Сарайлы Къыят кой юрту) — муниципальное образование в составе Симферопольского района Республики Крым России.

## География
Поселение расположено в центре района, в долине реки Салгир. Примыкает с запада к Симферополю, граничит на западе с Укромновским и Перовским сельскими поселениями.
Площадь поселения 44,85 км².
Основная транспортная магистраль: автодорога 35К-001 Красноперекопск — Симферополь (по украинской классификации — автодорога Н-05).

## Население
| 2001    | 2014    | 2015    | 2016    | 2017    | 2018    | 2019    |
| ------- | ------- | ------- | ------- | ------- | ------- | ------- |
| 10 628  | ↗11 369 | ↗11 406 | ↗11 542 | ↗11 664 | ↗11 797 | ↗11 883 |
| 2020    | 2021    |         |         |         |         |         |
| ↗12 019 | ↗13 119 |         |         |         |         |         |

## Состав
В состав поселения входят 3 села:
| № | Населённый пункт | Тип населённого пункта | Население на 2014 год |
| - | ---------------- | ---------------------- | --------------------- |
| 1 | Мирное           | село, центр            | ↗10 921               |
| 2 | село Белоглинка  | село                   | ↘1989                 |
| 3 | Грушевое         | село                   | ↗96                   |

## История
Решением Крымоблисполкома от 8 сентября 1958 года № 133 был образован Мирновский сельский совет после переименования из Каховского. На 15 июня 1960 года в составе совета числились сёла:
| - Белоглинка - Битумное - Богдановка - Весёлое | - Зо́льное - Каховское - Комсомольское - Ковы́льное | - Мирное - Молодёжное - Совхозное - Укромное | - Фруктовое |

.
Указом Президиума Верховного Совета УССР «Об укрупнении сельских районов Крымской области», от 30 декабря 1962 года Симферопольский район был упразднён и сельсовет присоединили к Бахчисарайскому. 1 января 1965 года, указом Президиума ВС УССР «О внесении изменений в административное районирование УССР — по Крымской области», вновь включили в состав Симферопольского. На 1968 год в сельсовете осталось 4 села:
- Белоглинка
- Грушевое
- Молодёжное
- Мирное

Решением Крымского областного Совета депутатов трудящихся от 7 февраля 1972 года № 69 был образован Молодежненский поссовет, куда отошёл пгт, после чего сельсовет обрёл современный состав.
С 21 марта 2014 года в составе Крыма аннексировано Россией. Законом «Об установлении границ муниципальных образований и статусе муниципальных образований в Республике Крым» от 4 июня 2014 года территория административной единицы была объявлена муниципальным образованием со статусом сельского поселения.